# 顔駿凌
顔 駿凌Yan Junling、顔 駿凌）ことイェン・ジュンリン（Yan Junling、1991年1月28日 - ）は、中華人民共和国・上海市出身のサッカー選手。中国・スーパーリーグの上海海港に所属している。中国代表にも選出されている。ポジションはゴールキーパー。

## 経歴

### クラブ

#### 上海東亜 / 上海上港 / 上海海港
2001年から2006年まで上海根宝サッカーアカデミー（Genbao Football Academy）でプレーし、2007年、上海東亜に加入内定したことを発表した。上海上港に名称変更したチームで正GKを確保、2018年シーズンにリーグ初優勝＆最優秀GKを受賞。

### 中国代表
2004年にU14代表入り、以降各年代の代表に選出。2014年Ａ代表選出、12月13日のキルギス戦(4-0)でデビューしたがこの試合は非公式マッチとなった。AFCアジアカップ2015にメンバー入りするも第3ＧＫで出番はなかった。2015年3月27日のハイチ戦(2-2)後半に王大雷に代わって出場、公式Ａマッチデビューを果たした。

## 代表歴

### 出場大会
- 中国代表
  - 2015年 - AFCアジアカップ2015 (ベスト8)
  - 2015年 - 東アジアカップ2015 (準優勝)

### 試合数
国際Aマッチ 41試合 0得点（2015年- ）
非公式試合 1試合 0得点（2014年）
| 中国代表 | 国際Aマッチ | 国際Aマッチ | その他 | その他 | 期間通算 | 期間通算 |
| 年       | 出場        | 得点        | 出場   | 得点   | 出場     | 得点     |
| -------- | ----------- | ----------- | ------ | ------ | -------- | -------- |
| 2014     | 0           | 0           | 1      | 0      | 1        | 0        |
| 2015     | 2           | 0           | 0      | 0      | 2        | 0        |
| 2016     | 1           | 0           | 0      | 0      | 1        | 0        |
| 通算     | 3           | 0           | 1      | 0      | 4        | 0        |

## タイトル

### クラブ
上海東亜/上海上港
- 中国超級リーグ：1回 (2018)
- 中国甲級リーグ：1回 (2012)
- 中国乙級リーグ：1回 (2007)
- 中国FAスーパーカップ：1回 (2019)

### 個人
- 中国超級リーグベストイレブン：3回 (2017, 2018, 2019)
- 中国サッカー協会年間最優秀ゴールキーパー賞：3回 (2017, 2018, 2019)
- 中国FAスーパーカップ最優秀選手：1回 (2019)